# Arroyo Maletas
Der Arroyo Maletas ist ein Fluss in Uruguay.
Er entspringt in der Cuchilla de Haedo auf dem Gebiet des Departamento Río Negro einige Kilometer südöstlich der Stadt Nuevo Berlín. Von dort fließt er, die dort verlaufende Ruta 20 unterquerend, zunächst in südliche, dann in östliche Richtung. Er mündet rechtsseitig in den Río Negro.